# Avondale (Missouri)
Pour les articles homonymes, voir Avondale.
Avondale est une ville du comté de Clay, dans le Missouri, aux États-Unis,. Située au sud du comté, elle est baptisée en référence à la rivière Avon en Angleterre et incorporée en 1916.

## Démographie
Lors du recensement de 2010, la ville comptait une population de 440 habitants. Elle est estimée, en 2016, à 453 habitants.

## Source de la traduction
- (en) Cet article est partiellement ou en totalité issu de l’article de Wikipédia en anglais intitulé « Avondale, Missouri » (voir la liste des auteurs).